# Globos de Ouro 2021

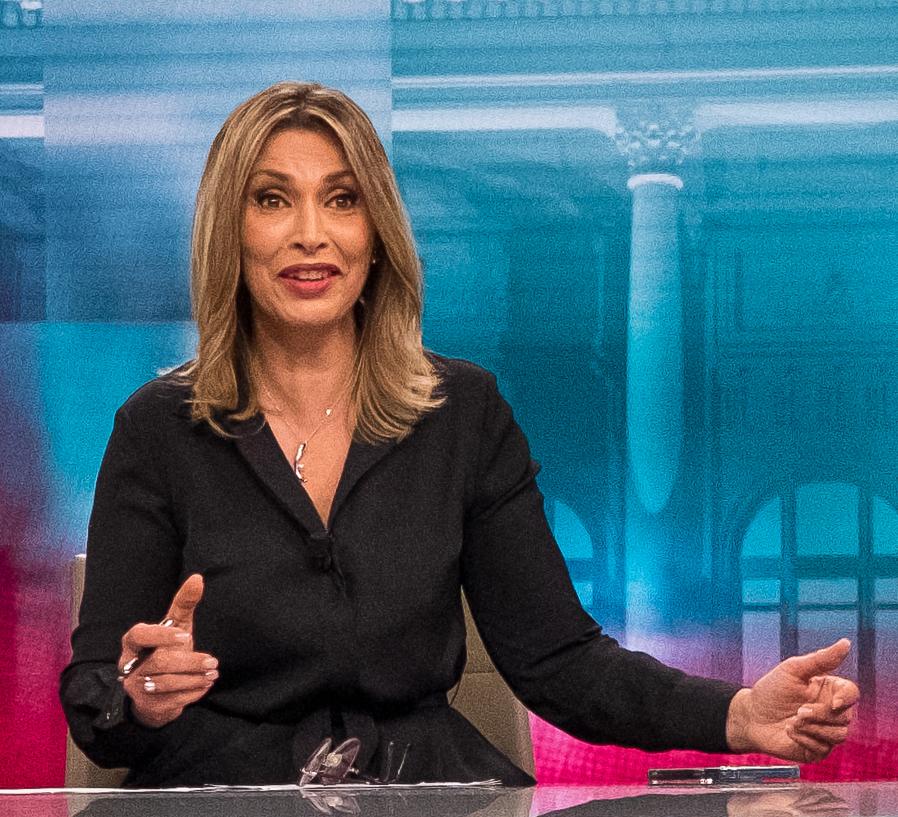
Clara de Sousa

Die 25. Verleihung des Globo de Ouro fand am 3. Oktober 2021 im Coliseu dos Recreios in Lissabon statt. Der Gala-Abend wurde von Clara de Sousa moderiert und vom mitveranstaltenden Fernsehsender SIC übertragen.
Nachdem die Veranstaltung im Jahr 2020 ausfiel, wegen der weltweiten COVID-19-Pandemie und der folgenden Einschränkungen während der COVID-19-Pandemie in Portugal, wurde der Globo de Ouro im Jahr 2021 wieder vergeben, für Leistungen im Jahr 2020. Ihn erhielten folgende Persönlichkeiten:

## Auszeichnungen nach Kategorien

### Kino
- Beste Schauspielerin: Lúcia Moniz (für Listen)
- Bester Schauspieler: Albano Jerónimo (für A Herdade)
- Bester Film: A Herdade von Tiago Guedes

### Theater
- Beste Schauspielerin: Bárbara Branco (im Stück Bruscamente no Verão Passado)
- Bester Schauspieler: Cláudio da Silva (im Stück Se Isto é um Homem)
- Beste Aufführung:  A Vida Vai Engolir-vos (Inszenierung von Tónan Quito)
- Sonderpreis 25 Jahre: Rui Mendes

### Persönlichkeit des Jahres
- Unterhaltung digital: Bruno Nogueira
- Unterhaltung: João Baião
- Unterhaltung, Sonderpreis 25 Jahre: Fernando Mendes
- Humor: Ricardo Araújo Pereira
- Mode: Luís Carvalho
- Mode, Sonderpreis 25 Jahre: Eduarda Abbondanza

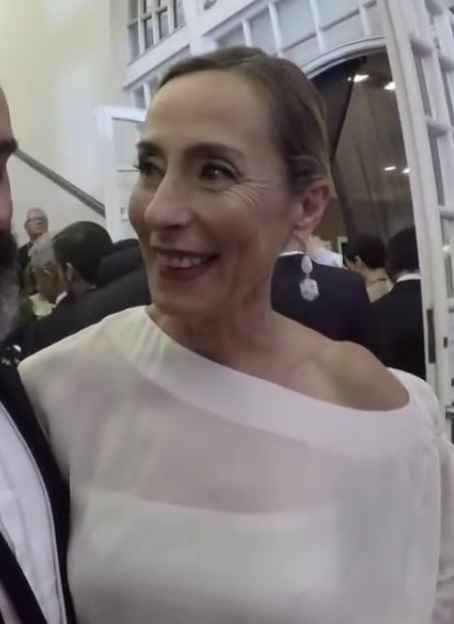
Maria João Luís bei den Globos de Ouro 2017

### Fiktion
- Bestes Projekt: Esperança
- Bester Schauspieler: Ricardo Pereira (für die Telenovela Amor Amor)
- Beste Schauspielerin: Maria João Abreu (für die Fernsehserie Golpe de Sorte)
- Sonderpreis, 25 Jahre: Maria João Luís

### Musik
- Bestes Konzert: Carlos do Carmo im Coliseu dos Recreios (November 2019)
- Beste Interpretin: Bárbara Tinoco
- Bestes Lied: Por Um Triz – Carolina Deslandes

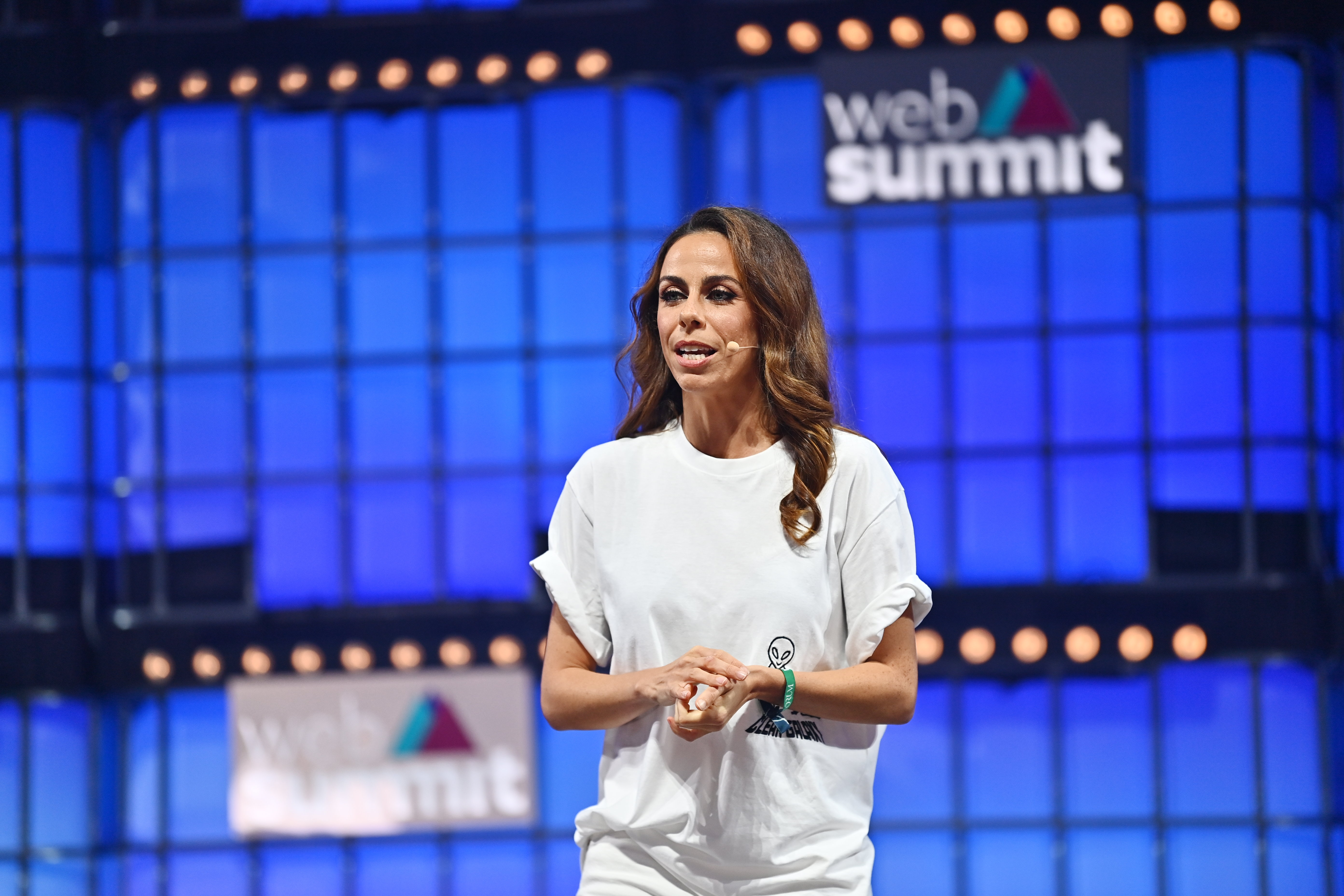
Filomena Cautela (2021)

- Sonderpreis, 25 Jahre: GNR

### Entdeckung
- Carolina Carvalho (Schauspielerin)
- Filomena Cautela Sonderpreis 25 Jahre

### Ehrenpreis
- Admiral Henrique Gouveia e Melo (Leiter der erfolgreichen Covid-19-Impfkampagne)